# マリア・テレサ・デ・バリャブリガの肖像 (ノイエ・ピナコテーク)
『マリア・テレサ・デ・バリャブリガの肖像』（マリア・テレサ・デ・バリャブリガのしょうぞう、西: Retrato de Doña Maria Teresa de Vallabriga, 英: Portrait of Doña Maria Teresa of Vallabriga）は、スペインのロマン主義の巨匠フランシスコ・デ・ゴヤが1783年に制作した肖像画である。油彩。国王フェリペ5世の息子ルイス・アントニオ・デ・ボルボーン・イ・ファルネシオ親王と結婚した、下級貴族出身の女性マリア・テレサ・デ・バリャブリガ・イ・ロサスを描いている。現在はミュンヘンのノイエ・ピナコテークに所蔵されている。また異なるバージョンがマドリードのプラド美術館、フィレンツェのウフィツィ美術館、個人コレクションに所蔵されている。

## 人物
マリア・テレサは1759年にアラゴンの下級貴族で義勇軍騎兵連隊長だったホセ・イグナシオ・デ・バリャブリガ・イ・エスパニョル（José Ignacio de Vallabriga y Español）と、亡命貴族のメルフォート伯爵家の血を引く第4代カステルブランコ女伯爵ホセファ・デ・ロサス・イ・ドラモンド・デ・メルフォルト（Josefa de Rozas y Drummond de Melfort）の娘としてサラゴサに生まれた。ドン・ルイス親王との結婚はマリア・テレサを不遇な境遇に追いやった。彼女の家系は、母方によりスコットランドに由来するステュアート朝までさかのぼることができたが、身分違いの結婚（貴賤結婚）と見なされた。2人は1776年6月27日に結婚したものの、マドリードから離れたアビラ県アレナス・デ・サン・ペドロに隠遁させられた。ドン・ルイス親王は宮廷を訪れることができたがマリア・テレサにその権利はなく、また子供たちは王室から除外され、ボルボーン姓を名乗ることも許されなかった。さらに夫が1785年8月7日に死去すると国王カルロス3世は子供たちをマリア・テレサから引き離し、トレドのサン・クレメンテ修道院に送った。彼女はその後の7年間を孤独に過ごしたのち、1792年に許可を得て、トレドの子供たちを訪ねることなく故郷のサラゴサに移った。状況が好転したのは1797年、娘の1人マリア・テレサと当時の国王カルロス4世夫妻のお気に入りであったマヌエル・デ・ゴドイと結婚によってであった。半島戦争中はマヨルカ島に隠遁し、1814年に故郷に戻ると、そこで残りの人生を過ごした。1820年2月26日に死去。

## 制作経緯
夫のドン・ルイス親王はゴヤの有力な後援者の1人であった。ゴヤは1783年夏から1784年にかけてアレナス・デ・サン・ペドロを訪れ、ドン・ルイス親王とその家族の肖像画を多数制作した。その中でも特に有名な作品がマニャーニ・ロッカ財団に所蔵されている集団肖像画『ドン・ルイス・デ・ボルボーン親王の家族』（La familia del infante don Luis de Borbón）である。妻であるマリア・テレサの肖像画も複数制作された。ゴヤが友人のマルティン・サパテールに宛てた1783年9月20日付の手紙によると、本作品はゴヤがアレナス・デ・サン・ペドロにあるモスケラ宮殿に1か月間滞在したときに、親王やその子供たちルイス・マリア、マリア・テレサの肖像画とともに描かれた。

## 作品
ゴヤはマリア・テレサを半身像として描いている。彼女は前かがみの姿勢になり、肘掛け椅子の背もたれに右肘を置いて立ちながら鑑賞者のほうを見つめている。マリア・テレサはレースで縁取られたシルクの黒と赤のドレスと両手に白のロンググローブを身に着けている。髪にはダイヤモンドをあしらった髪飾りを付け、黒い羽根飾りでまとめている。画面左からの光で照らされたマリア・テレサの顔は精密に描かれているが、髪や衣服はより自由な様式で描かれている。アーチ越しの背景にはかすんだ風景が見える。
かつてはクリーブランド美術館に所蔵されているアントン・ラファエル・メングスの『ドン・ルイス・デ・ボルボーン親王の肖像』（Retrato del Infante Don Luis de Borbón, 1776年）の対作品と考えられていた。

## 来歴
この肖像画はボアディーリャ・デル・モンテのドン・ルイス親王宮殿に由来する。後にマリア・テレサの娘の1人マリア・ルイサ・デ・ボルボーン・イ・バリャブリガと夫である初代サン・フェルナンド・デ・キロガ公爵ホアキン・ホセ・デ・メルガレホ・イ・サウリンの所有となった。その後、ミュンヘンの個人コレクションに加わった。

## ギャラリー
関連するゴヤの肖像画

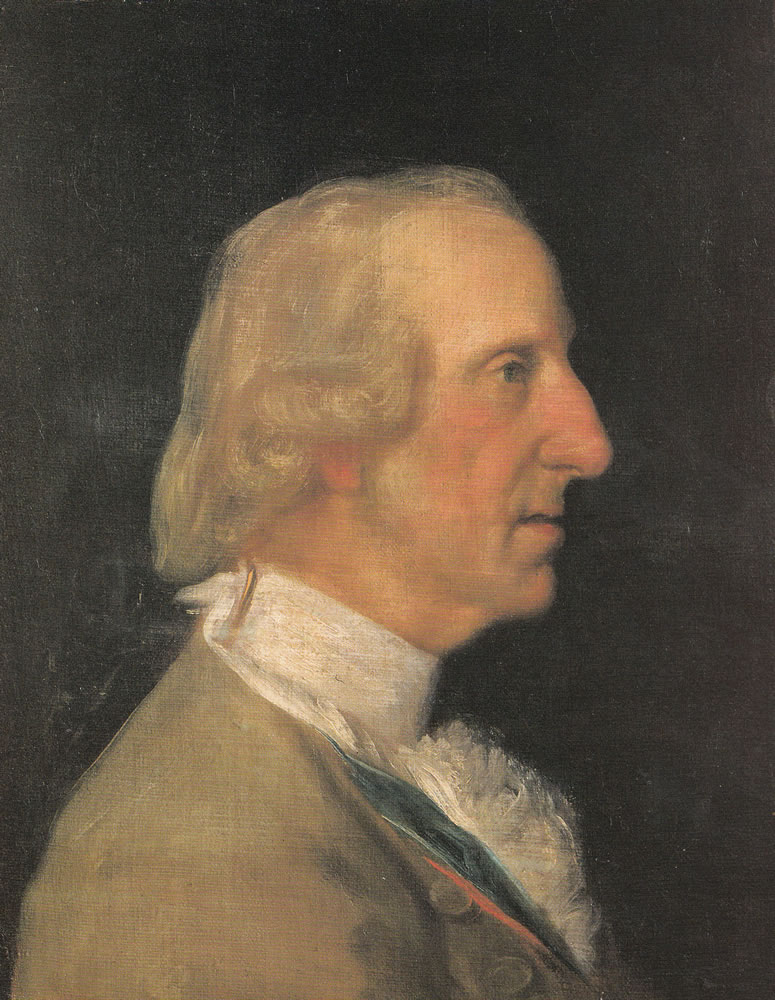
『ドン・ルイス・デ・ボルボーン親王の肖像』1783年 個人蔵
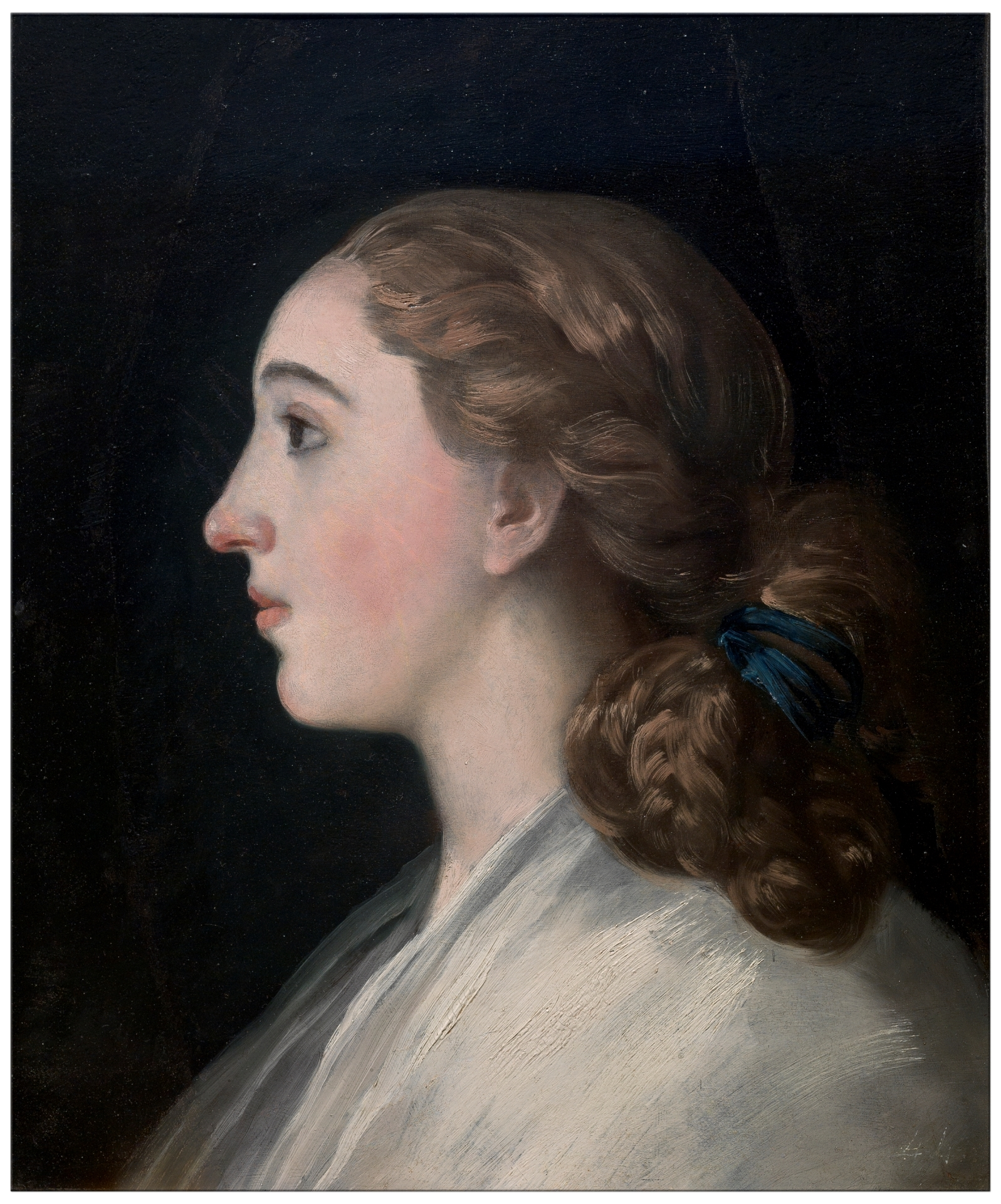
『マリア・テレサ・デ・バリャブリガ・イ・ロサスの肖像』1783年 プラド美術館所蔵
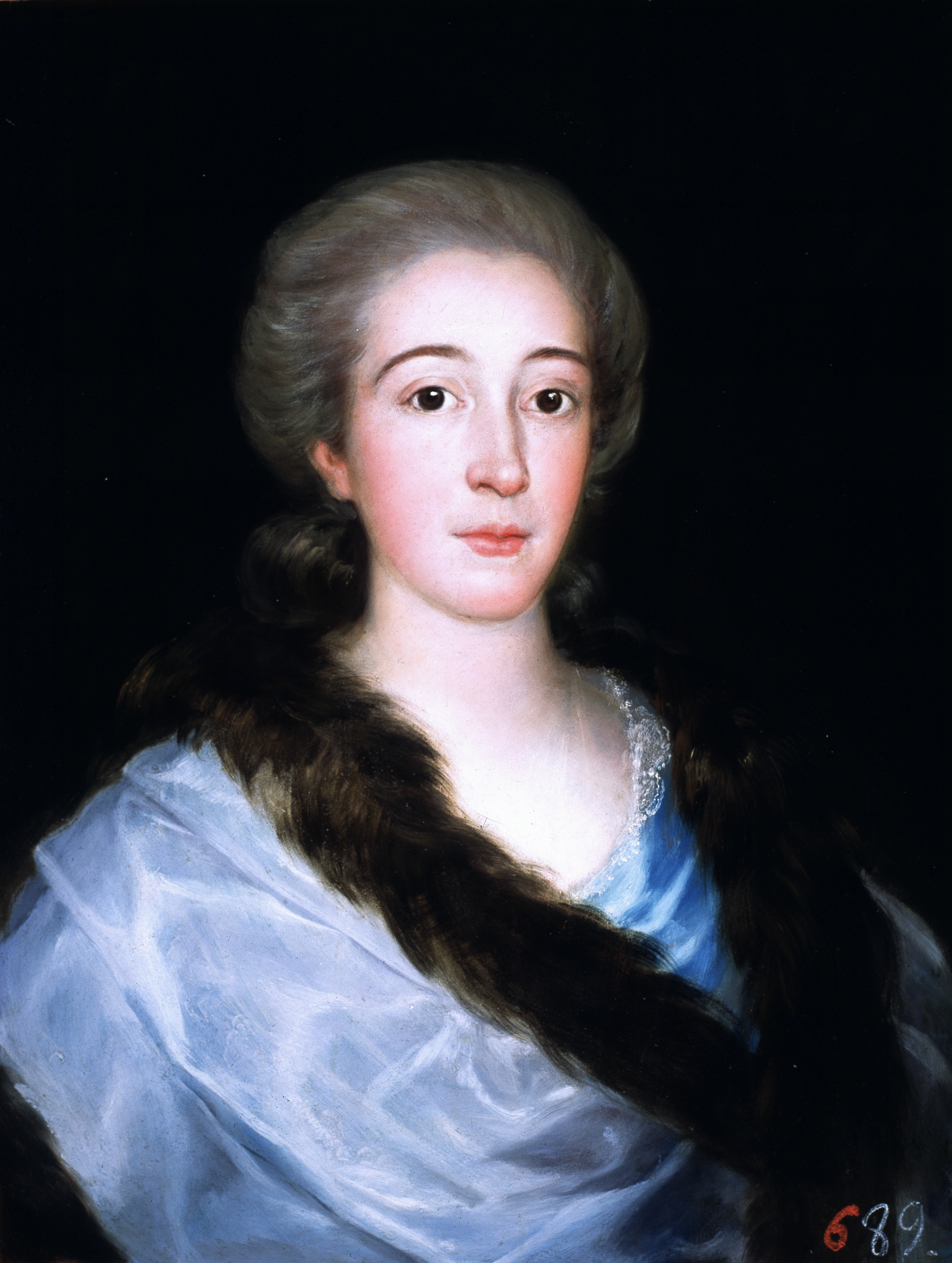
『マリア・テレサ・デ・バリャブリガ・イ・ロサスの肖像』1783年 個人蔵
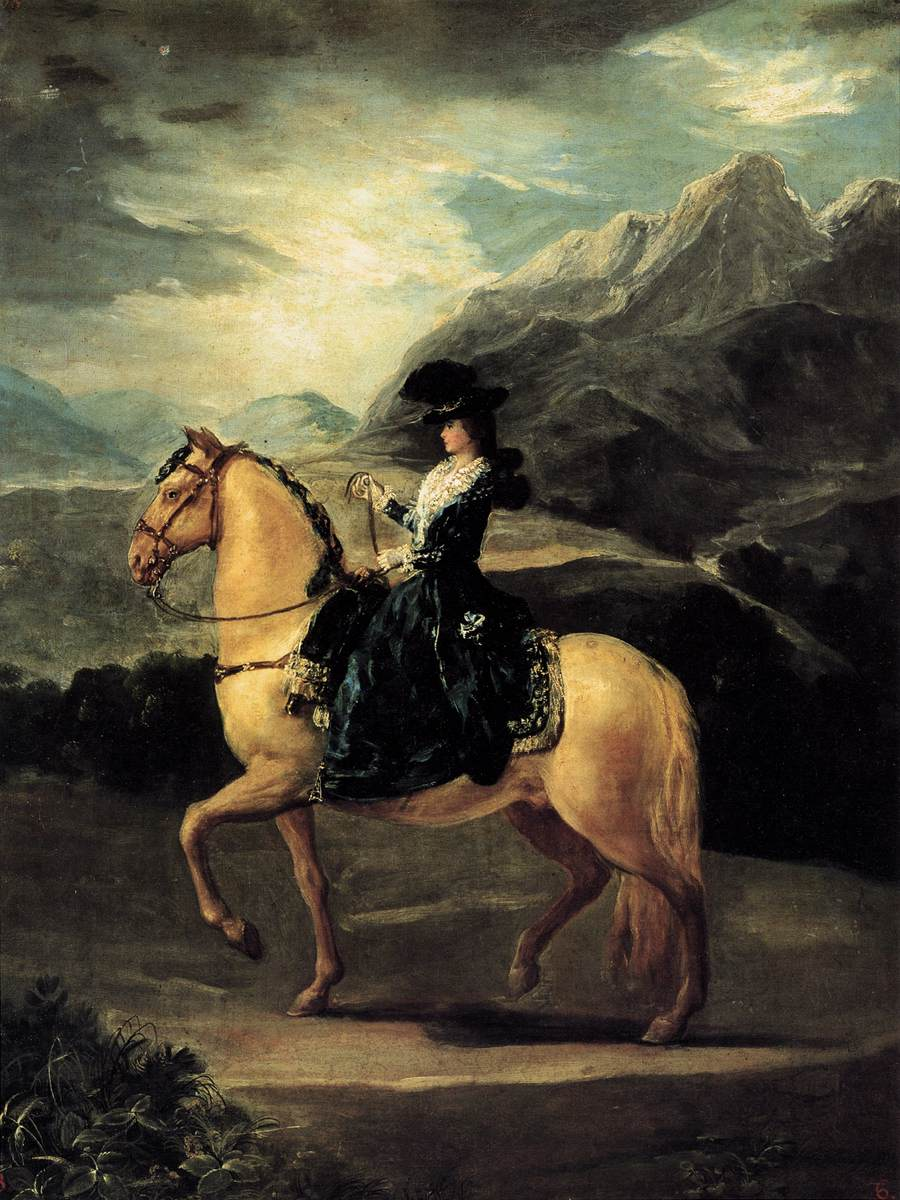
『マリア・テレサ・デ・バリャブリガ・イ・ロサス騎馬像』1783年 ウフィツィ美術館所蔵
『マリア・テレサ・デ・ボルボーン・イ・バリャブリガの肖像』1783年 ナショナル・ギャラリー・オブ・アート所蔵[12]
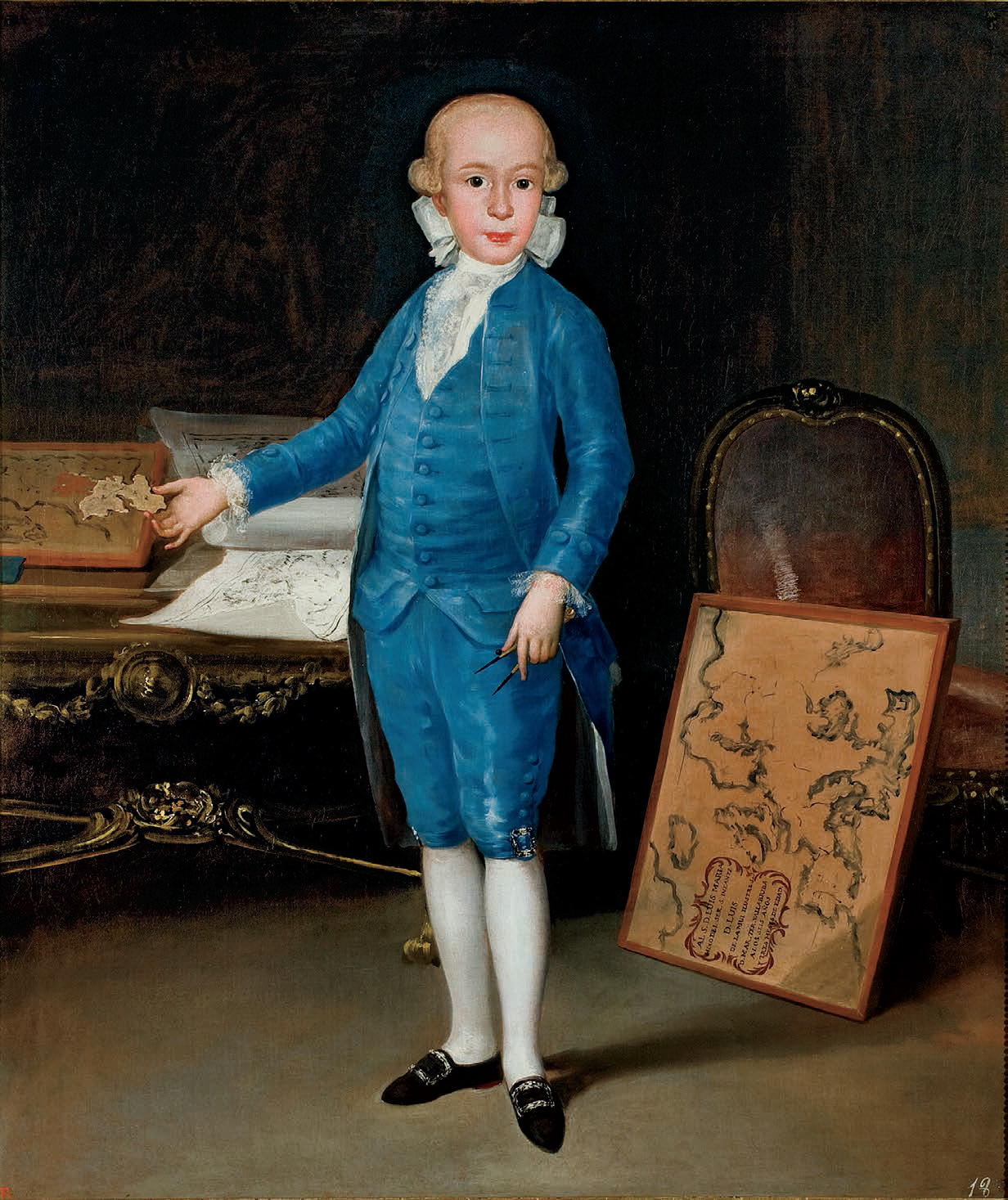
『少年ルイス・マリア・デ・ボルボーン・イ・バリャブリガの肖像』1783年 サラゴサ博物館（英語版）所蔵
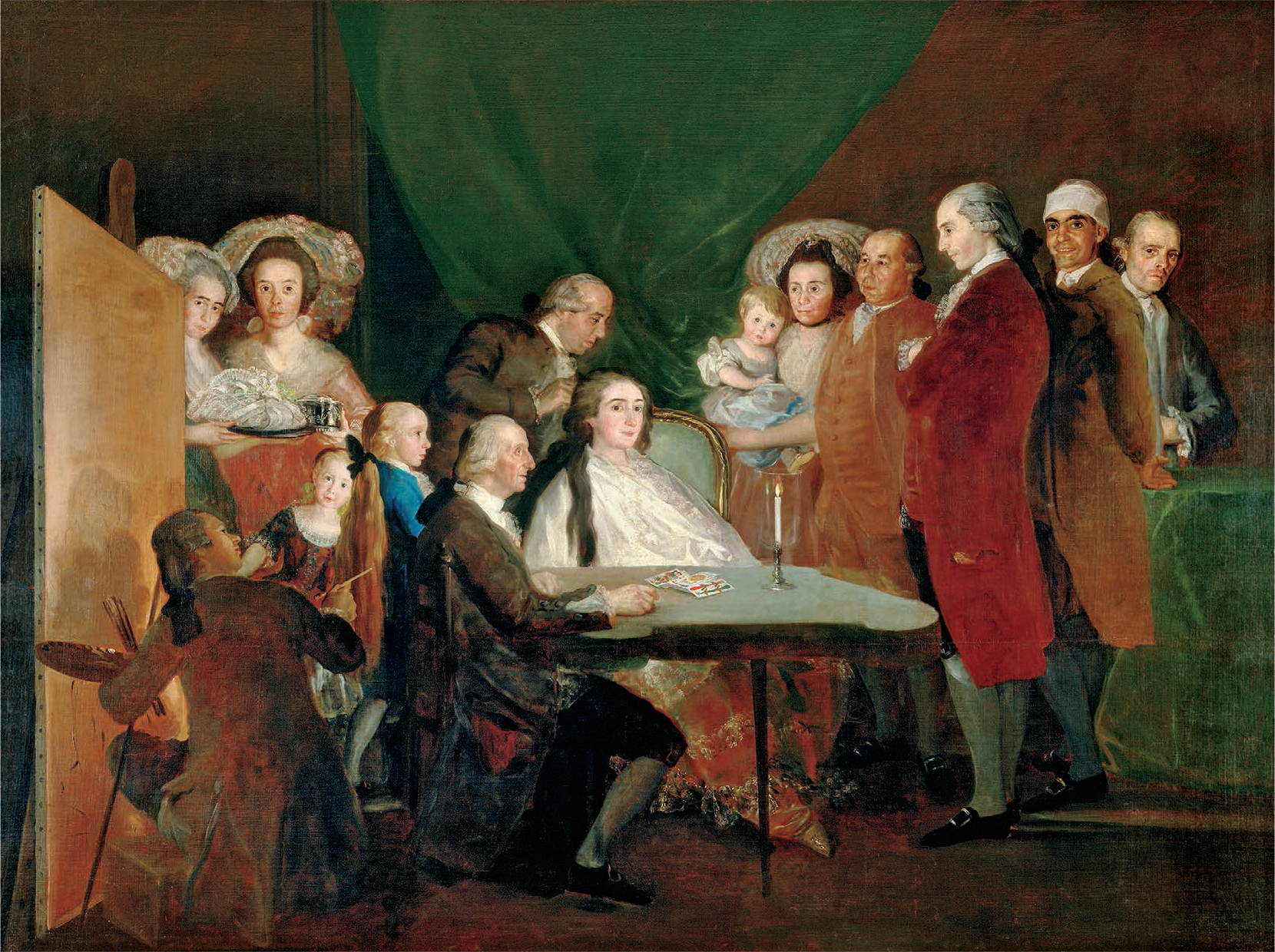
『ドン・ルイス・デ・ボルボーン親王の家族』1784年 マニャーニ・ロッカ財団（英語版）所蔵
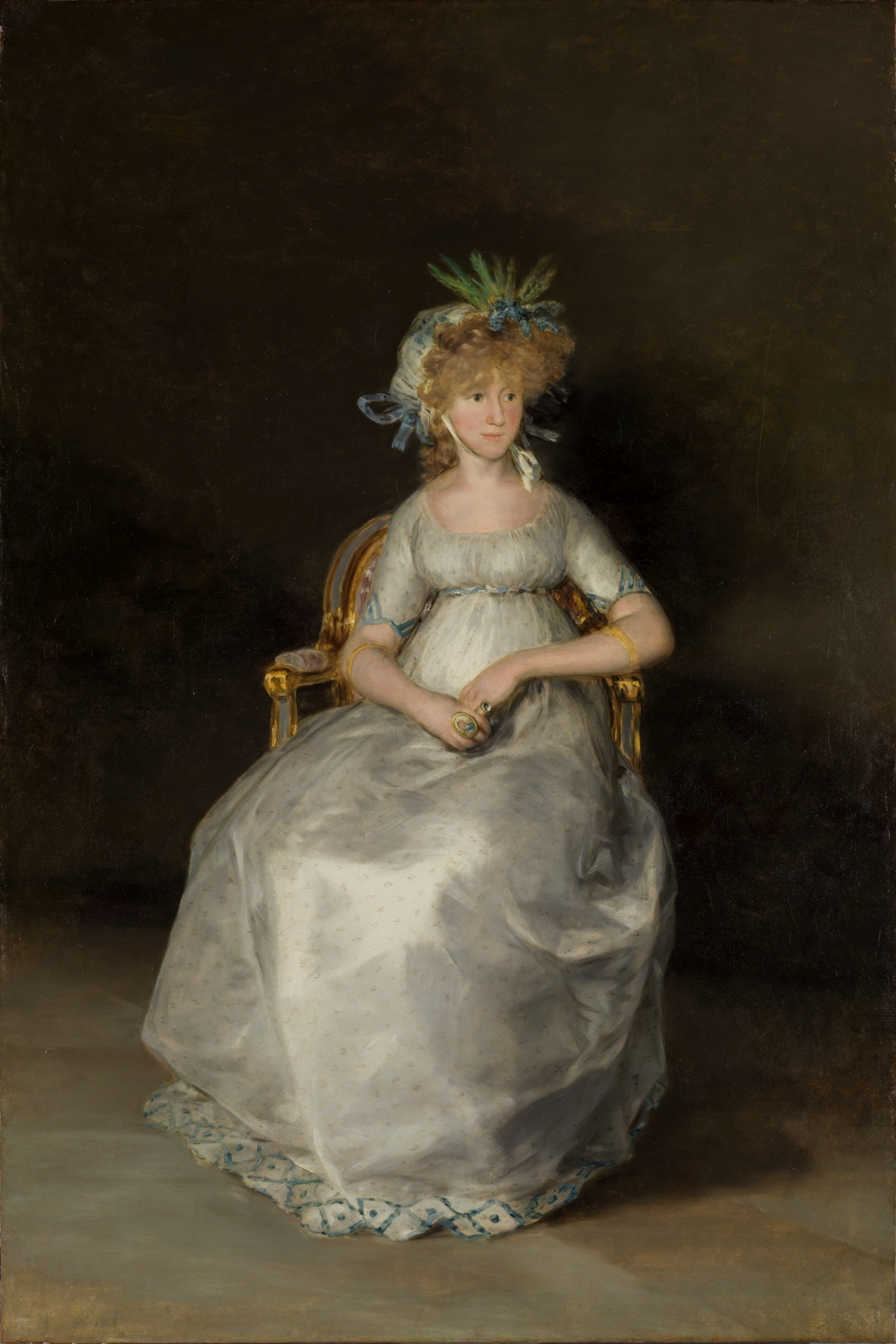
『チンチョン女伯爵の肖像』1800年 プラド美術館所蔵
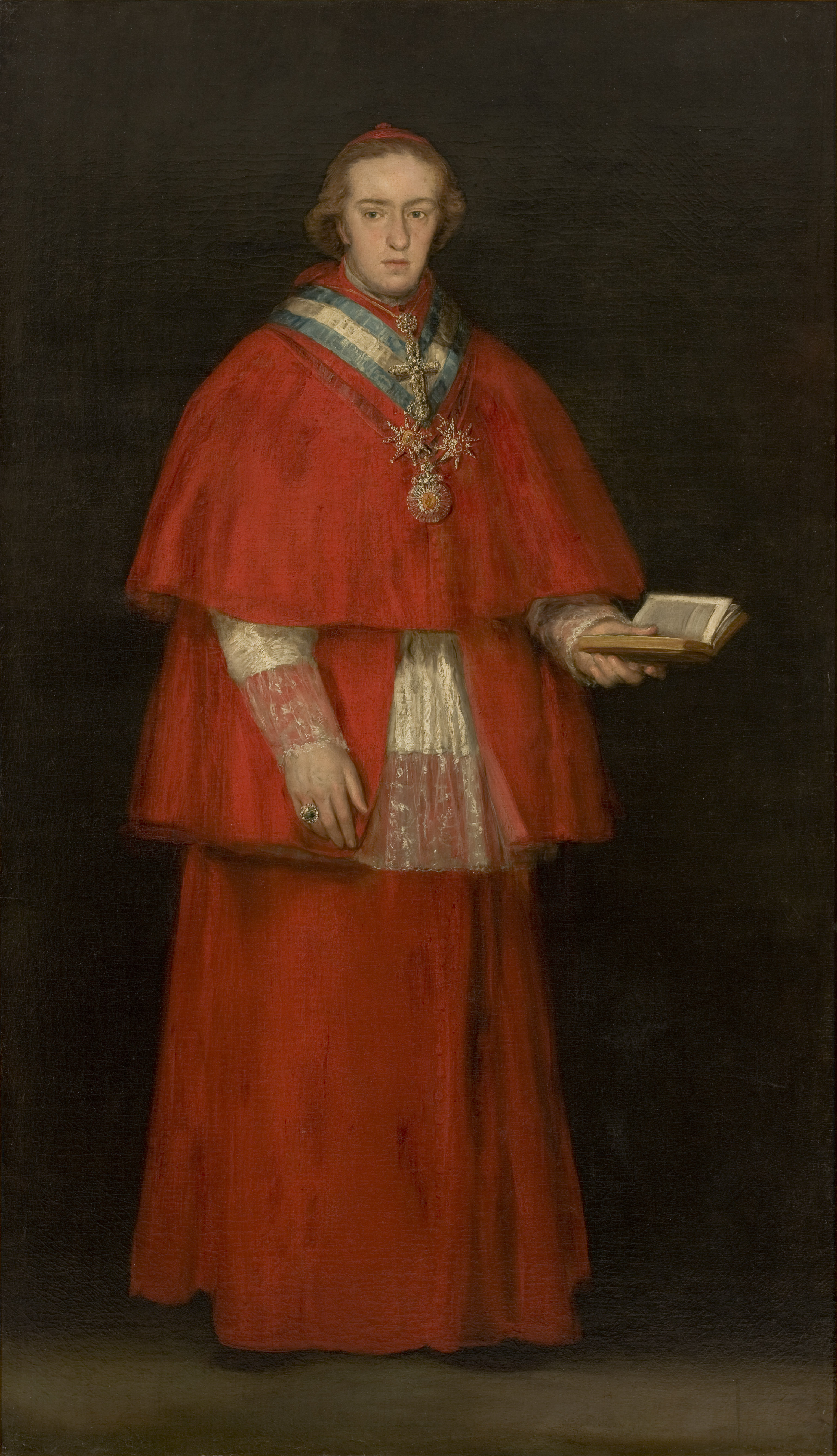
『枢機卿ルイス・マリア・デ・ボルボーン・イ・バリャブリガの肖像』1798年-1800年ごろ サンパウロ美術館所蔵
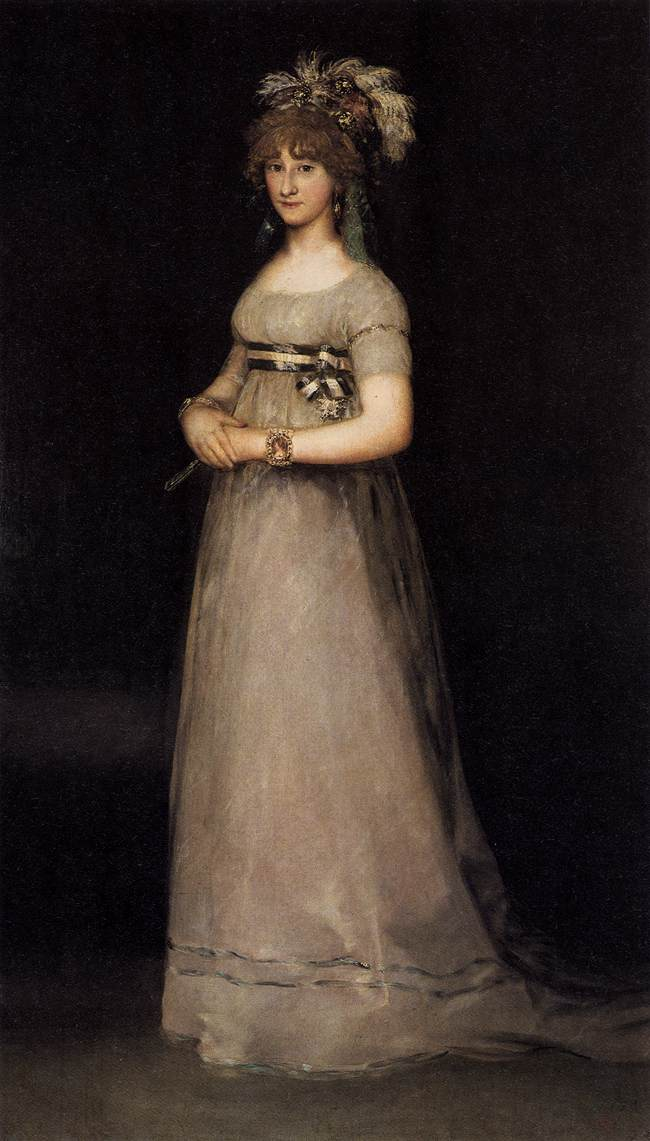
『マリア・ルイサ・デ・ボルボーン・イ・バリャブリガの肖像』1800年ごろ ウフィツィ美術館所蔵